# Jindřichovice (ort i Tjeckien)
Jindřichovice är en ort i Tjeckien.   Den ligger i regionen Karlovy Vary, i den västra delen av landet, 130 km väster om huvudstaden Prag. Jindřichovice ligger 654 meter över havet och antalet invånare är 439.
Terrängen runt Jindřichovice är huvudsakligen kuperad, men den allra närmaste omgivningen är platt. Terrängen runt Jindřichovice sluttar söderut. Runt Jindřichovice är det ganska glesbefolkat, med 48 invånare per kvadratkilometer. Närmaste större samhälle är Karlovy Vary, 19,9 km öster om Jindřichovice. I omgivningarna runt Jindřichovice växer i huvudsak blandskog.